# Mycoplasma sturni
Mycoplasma sturni è una specie di batterio appartenente alla famiglia delle Mycoplasmataceae.